# Januari 2001
Dit artikel geeft een chronologisch overzicht van alle belangrijke gebeurtenissen per dag in de maand januari van het jaar 2001.

## Gebeurtenissen

### 1 januari
- Start van het derde millennium in de gregoriaanse kalender.
- Een zware cafébrand in Volendam eist het leven van veertien jonge mensen en meer dan 150 jongeren lopen ernstige brandwonden op.
- Griekenland treedt toe tot de eurozone.
- Drastische hervorming van de Belgische politie treedt in werking. De Rijkswacht wordt samengevoegd met de parketpolitie en andere opsporingsdiensten. Er ontstaan een federale politie en 196 lokale korpsen.
- In de Europese Unie moeten voortaan alle slachtrijpe runderen van 30 maanden en ouder op BSE worden getest.
- De Nederlandse Wet inkomstenbelasting 2001 treedt in werking: een nieuw belastingstelsel met een boxenstelsel.

### 2 januari
- Voor de eerste maal in vijftig jaar maken Taiwanese schepen de oversteek naar China. Hiermee komt er een eind aan het verbod op directe handelsbetrekkingen met China.

### 3 januari
- De Britse minister van Handel en Industrie verbiedt de Belgische biergroep Interbrew om de Britse brouwerij Bass te houden. Hierdoor zakt de koers van Interbrew op de beurs met ruim 25 procent.

### 4 januari
- Het Britse ministerie van Volksgezondheid raamt het aantal moorden van de Britse huisarts Harold Shipman, veroordeeld in 2000 voor de moord op 15 patiënten, op 297.
- Het inmiddels wereldberoemde computerspel RuneScape wordt gelanceerd door Jagex Ltd.
- In Rotterdam wordt onder politiebegeleiding de documentaire over AFC Ajax vertoond. Supporters van Feyenoord hadden acties aangekondigd. Er doen zich geen incidenten voor.

### 6 januari
- Er komt een einde aan het Rooms-Katholieke Jubeljaar 2000 wanneer Paus Johannes Paulus II de Heilige Deur van de Sint-Pietersbasiliek sluit.

### 7 januari
- Na hevige regenval treden verscheidene rivieren in België uit hun oevers. De Maas, de Lesse, de Semois, de Zenne en de Eau Noire zorgen voor overstromingen in Wallonië.

### 8 januari
- Tijdens een betoging in Jeruzalem staan meer dan honderdduizend Israëliërs op tegen elke vorm van verdeling van de stad.

### 9 januari
- De voormalige presidente van de Servische Republiek in Bosnië, Biljana Plavšić, meldt zich vrijwillig aan bij het Joegoslaviëtribunaal in Den Haag.

### 10 januari
- Larry Sanger stelt voor een wiki te gebruiken voor Nupedia.
- Feyenoord-speler Leonardo blijkt een vals Portugees paspoort te hebben. De 17-jarige voetballer mag voorlopig niet spelen. Half februari treft hij een schikking: vijfduizend gulden boete en veertig uur dienstverlening.

### 11 januari
- In de Amerikaanse staat Oklahoma wordt Wanda Jean Allen (41) geëxecuteerd. Zij is de eerste zwarte vrouw sinds 1954 bij wie wordt de doodstraf tot uitvoering wordt gebracht.

### 13 januari
- Een zware aardbeving, met een kracht van 7,6 op de schaal van richter treft El Salvador. Er vallen zevenhonderd doden.
- In België opent SP-voorzitter Patrick Janssens expliciet de deur naar de partij voor zelfstandigen en gelovigen.

### 14 januari
- In Portugal wordt de socialist Jorge Sampaio herkozen als president nadat hij in de eerste ronde van de verkiezingen 55,7 procent van de stemmen behaalde.
- In de commissies Justitie en Sociale Zaken keurt een meerderheid van senatoren in België het artikel 3 van de voorgestelde euthanasiewet goed.
- Oud-ambassadeur M. Mourik doet aangifte tegen Jorge Zorreguieta wegens het begaan van misdrijven tegen de menselijkheid in Argentinië.

### 15 januari
- De Engelstalige Wikipedia gaat online, na vijf testdagen op Nupedia. Deze dag is uitgeroepen tot Wikipediadag.

### 16 januari
- Laurent-Désiré Kabila, president van Congo, wordt gedood bij een schietpartij in het presidentiële paleis in Kinshasa. Hij sterft op 62-jarige leeftijd.
- De tanker Jessica, die is geladen met 900 ton stookolie, loopt aan de grond bij een van de Galapagoseilanden. Ongeveer 80 procent van de olie gaat verloren en vervuilt de zeebodem en de stranden van de unieke eilanden.
- De provincie Gelderland ziet af van een omstreden project voor zandwinning bij Maasbommel. Gedeputeerde Staten besluiten een procedure stop te zetten die was aangespannen om de gemeente te dwingen mee te werken.
- De politie in Lyon doet huiszoeking bij de voetbalclub AS Saint-Étienne. Ze zoekt in opdracht van een onderzoeksrechter naar contracten en dossierstukken van spelers die met een vals paspoort bij de eersteklasser spelen.
- Voetballer Ruud van Nistelrooij hervat na negen maanden blessureleed de training bij PSV Eindhoven.

### 17 januari
- In Californië krijgen miljoenen inwoners tijdelijk geen stroom. De staat wordt bedreigd door een energiecrisis omdat de distributeurs op de rand van faillissement staan.
- Het aantal aangiften van rechts-extremistische en racistische misdaden in Duitsland is in 2000 sterk gestegen, zo maakt het Duitse Bureau voor de Bescherming van de Grondwet (BfV), de binnenlandse veiligheidsdienst, bekend.
- De Cambridgebar, het niet-commerciële studentencafé van universiteitscentrum De Uithof, wordt officieel geopend.
- Kars Veling wordt lijsttrekker van de ChristenUnie.
- Job Cohen wordt burgemeester van Amsterdam.

### 18 januari
- De Belgische regering besluit het gebruik van softdrugs niet langer strafbaar te stellen.
- Het Belgische leger start haar onderzoek naar het zogenoemde 'Balkansyndroom'. Meerdere soldaten die gediend hebben in de Balkan vertonen gezondheidsproblemen, die men ook in andere landen bij militairen heeft vastgesteld. Deze problemen zouden deels te wijten zijn aan het gebruik van munitie met verarmd uranium. Experts van de Verenigde Naties bevestigen dat op verscheidene plaatsen restanten van uraniummunitie en radioactiviteit is vastgesteld.

### 19 januari
- De Belgische regering stelt haar drugsnota voor. Hierin staat het bereikte akkoord over het depenaliseren van cannabisgebruik.
- Ex-CDA'er Jacques de Milliano wil terug naar de Tweede Kamer als onafhankelijk lid.

### 20 januari
- George W. Bush legt de eed af als 43ste president van de Verenigde Staten.
- Op de Filipijnen treedt de van corruptie beschuldigde president Joseph Estrada af als president onder zware druk van de bevolking, het leger en het gerecht. De vicepresidente Gloria Macapagal Arroyo legt de eed af als nieuwe presidente.

### 22 januari
- Maurice de Hond, bestuursvoorzitter van internetbedrijf Newconomy, wordt door de commissarissen geschorst.
- In Heesch wordt Gürsel Ö. aangehouden, de hoofdverdachte van de Dover-zaak, waarbij juni vorig jaar 58 Chinese illegalen omkwamen.

### 23 januari
- In België raken de verschillende regeringen het na vier dagen en nachten van onderhandelen in de ambtswoning van premier Guy Verhofstadt eens over de laatste staatshervorming. Deze hervorming staat bekend als het 'Lambermont-akkoord'.

### 24 januari
- De aardolie- en aardgasproducent Exxon Mobil Corporation maakt haar recordwinst van 2000 bekend: 17 miljard dollar. Nooit eerder kon een bedrijf zo'n hoge winst in één jaar voorleggen.

### 25 januari
- Tweedaagse schoolstaking in Vlaanderen.
- In het Zwitserse Davos start het Wereld Economisch Forum, waarop de balans wordt opgemaakt van de nieuwe economie. Tegelijkertijd start in Porto Alegre in Brazilië het Wereld Sociaal Forum, dat als tegengewicht dient voor het neoliberalisme.
- De Europese Commissie verbiedt het vissen op kabeljauw en schol in grote delen van de Noordzee. Nederlandse vissers zijn teleurgesteld.

### 26 januari
- Geert Bourgeois stapt op als voorzitter van de Volksunie na onenigheid over het nieuwe akkoord in de verdere staatshervorming.
- Joseph Kabila legt de eed af als president van Congo, als opvolger van zijn gedode vader.
- Bij een zware aardbeving (7.9 op de schaal van Richter) in India, in de buurt van de Pakistaanse grens, vallen 22 000 doden. Een groot deel van de deelstaat Gujarat wordt verwoest.
- Justitie houdt een 33-jarige Enschedeër aan op verdenking van betrokkenheid bij de brand op het terrein van S.E. Fireworks, op 13 mei vorig jaar.

### 28 januari
- Jennifer Capriati wint de Australian Open. In de finale in Melbourne verslaat de Amerikaanse tennisster haar Zwitserse collega Martina Hingis: 6-4 en 6-3.

### 29 januari
- De oud-dictator Augusto Pinochet wordt in staat van beschuldiging gesteld voor zijn rol in de zogenoemde 'Karavaan des Doods' in 1973. Pinochet krijgt huisarrest.
- Jacques de Milliano ziet na felle kritiek af van zijn plan om `zijn' zetel op te eisen.
- Personeel van de Nederlandse Spoorwegen beginnen stiptheidsacties uit protest tegen de voorgenomen vereenvoudiging van de werkroosters. Machinisten en conducteurs vrezen "het rondje om de kerk".
- Het gerechtshof in Leeuwarden veroordeelt Angelique van E. tot acht jaar gevangenisstraf wegens doodslag op de eenjarige Risanne Tingen op 20 september 1999.

### 31 januari
- Het Lambertmont-akkoord wordt verworpen door de partijraad van de Volksunie. Een meerderheid van de leden volgt zo de mening van de afgetreden voorzitter Geert Bourgeois.
- In Nederland bedroeg deze maand de inflatie 5,1%. Nederland is ineens koploper in de Europese Unie. De prijsstijgingen worden veroorzaakt door de invoering van de euro tegen een te lage koers ten opzichte van de gulden.
- Een van de Libische verdachten van de aanslag in 1988 op een Amerikaanse Boeing 747 boven het Schotse plaatsje Lockerbie wordt schuldig bevonden aan moord. De andere verdachte werd vrijgesproken. Het proces heeft plaatsgevonden in Kamp Zeist.
- Máxima Zorreguieta verschijnt voor het eerst in het openbaar met Willem-Alexander.

## Overleden
<< · januari · februari · maart · april · mei · juni · juli · augustus · september · oktober · november · december · >>